# Chambéry Savoie HB

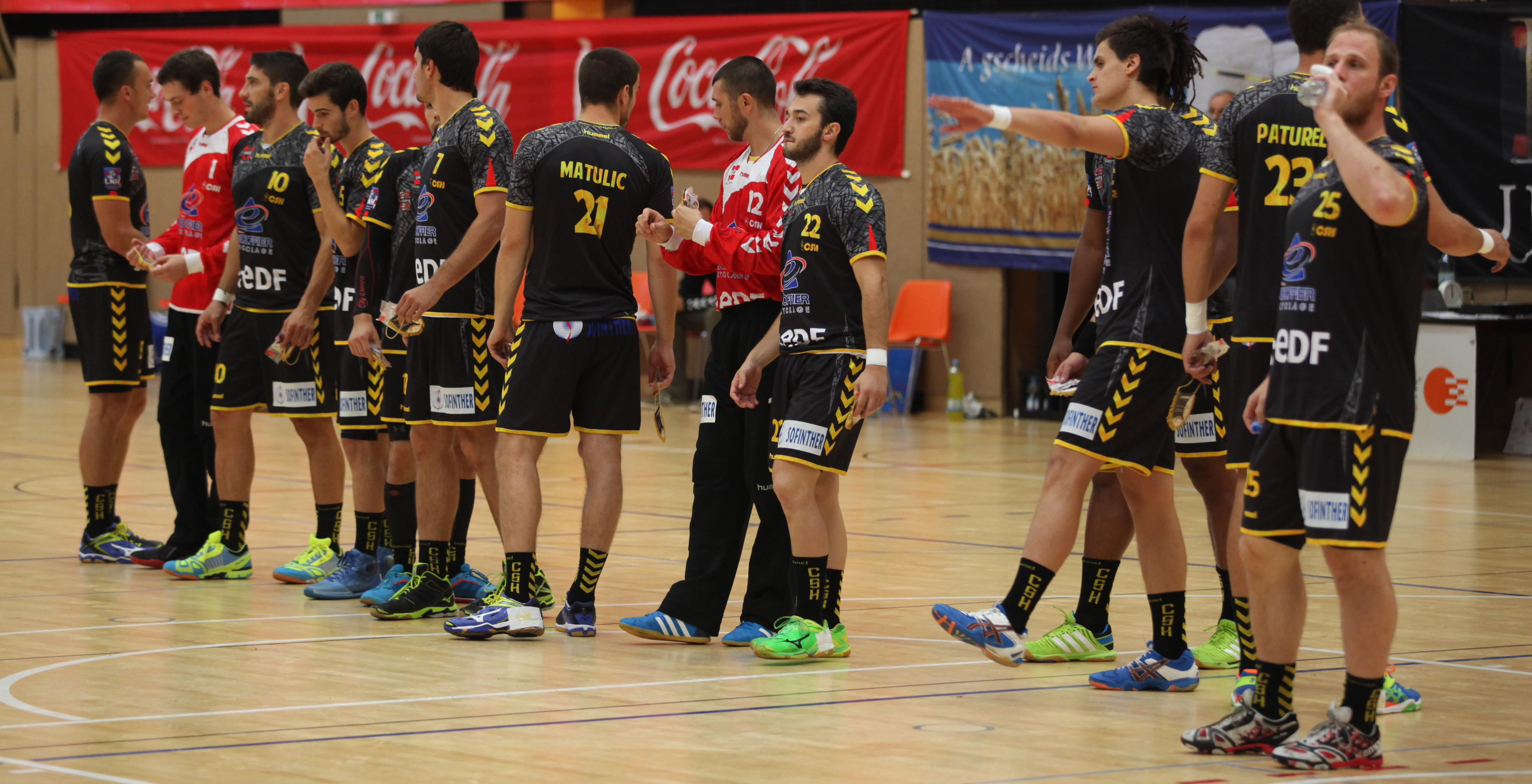
Chambéry Savoie HB, 2014.

Chambéry Savoie Mont-Blanc HB är en handbollsklubb från Chambéry i Frankrike. Klubbens främsta merit är när de blev Franska mästare 2001.

## Spelare i urval
- Edin Bašić (2009–2017)
- Xavier Barachet (2006–2012)
- Cédric Burdet (–1995)
- Gábor Császár (2009–2010)
- Cyril Dumoulin (2000–2014)
- Benjamin Gille (2000–2018)
- Bertrand Gille (1996–2002, 2012–2015)
- Guillaume Gille (1996–2002, 2012–2014)
- Guillaume Joli (2004–2010)
- Daniel Narcisse (1998–2004, 2007–2009)
- Timothey N'Guessan (2011–2016)
- Alix Kévynn Nyokas (2012–2014)
- Cédric Paty (2006–2016)
- Jackson Richardson (2005–2008)
- Stéphane Stoecklin (1985–1988, 2003–2005)